# کلینیا
کلینیا(نام علمی: Kleinia) نام یک سرده از تیره کاسنیان است.